# Éphyra (Néréide)
Pour les articles homonymes, voir Éphyra.
Dans la mythologie grecque, Éphyra ou Éphyre est une Néréide, fille de Nérée et de Doris, citée par Hygin dans sa liste de Néréides.

## Famille
Ses parents sont le dieu marin primitif Nérée, surnommé le vieillard de la mer, et l'océanide Doris. Elle est l'une de leur multiples filles, les Néréides, généralement au nombre de cinquante, et a un unique frère, Néritès. Pontos (le Flot) et Gaïa (la Terre) sont ses grands-parents paternels, Océan et Téthys ses grands-parents maternels.

## Néréide ou océanide
Une des océanides est également donnée comme ayant pour nom Éphyra, sans que l'on sache s'il s'agit de la mème déesse à laquelle serait donné deux parentés différentes selon les auteurs ou s'il s'agit de deux divinités différentes partageant le même nom comme c'est le cas pour Thalie (une des Néréides comme une des Muses et une des Charites portant ce nom). Dans tous les cas, la déesse Éphyra est suggérée par certains mythes comme fondatrice de la cité portant son nom, cité rebaptisée par la suite Corinthe.

## Évocation moderne

### Biologie
- Une éphyra ou éphyre est le nom qui a été donné à la larve de méduse, un des stades du cycle reproductif des méduses vraies (ou scyphozoaires en tant que groupe zoologique)[3].